# Фриц Зернике
Фредерик „Фриц” Зернике (хол. Frederik Zernike; Амстердам, Холандија, 16. јул 1888. — Амерсфорт, 10. март 1966) био је холандски физичар. Добитник је Нобелове награде за физику за 1953. за откриће фазно-контрастног микроскопа. Овај уређај омогућава истраживање ћелијске структуре без потребе за убијањем ћелија употребом контраста.
Од 1930. бавио се оптиком и исте године развио фазно-контрастни микроскоп чији значај у то доба није препознат. После Другог светског рата произведене су хиљаде ових микроскопа који су нарочито корисни у медицини.
Проучавао је и полиноме, па је по њему названа фамилија ортогоналних Зерникеових полинома који се користе у оптици.